# 洗巴

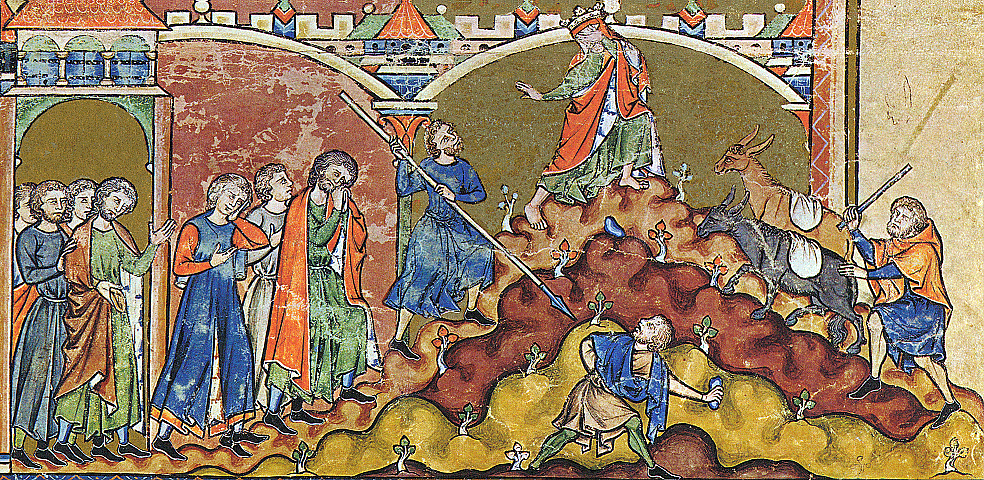
摩根聖經中，大衛逃離耶路撒冷的插圖，左邊是洗巴

洗巴（希伯來語：‎）是舊約聖經撒母耳記下提到的人物，是掃羅的仆人，後來成為掃羅瘸腿的孫子米非波设的僕人。
舊約聖經中有三處提到洗巴。在撒母耳記下9章，大衛告訴洗巴他要成為掃羅孫子米非波设的僕人。撒母耳記下16章，在押沙龍叛變後大衛離開耶路撒冷，洗巴帶著食物來迎接大衛，並告訴大衛米非波设對大衛不忠，大衛將米非波设所有的都給了洗巴。在撒母耳記下19章，大衛回到耶路撒冷時，米非波设告訴大衛，說之前洗巴說的是謊言，米非波设仍忠於大衛，大衛回應說：「你與洗巴均分地土。」
大衛似乎不知道洗巴和米非波设之間，哪一個才是忠心的，但大部份的聖經學者認為洗巴說謊，目的是為營造掃羅家中只有他忠心於大衛的假象，好獲得掃羅家的家產。
洗巴有十五個兒子，他是掃羅的仆人，不過他自己有二十個的僕人（撒母耳記下9章10節）。